# آذری‌های مقیم خارج
آذربایجانی‌های مقیم خارج شامل مردم آذری می‌شود که از زادگاه خود یعنی ایران، جمهوری آذربایجان و داغستان خارج شده و در یک کشور خارجی زندگی می‌کنند.

## جمعیت
اتنولوگ در سال ۱۹۹۳ میلادی حدود ۱ میلیون نفر از اهالی جمهوری آذربایجان را در جنوب داغستان، ارمنستان، استونی، گرجستان، قزاقستان، قرقیزستان، روسیه، ترکمنستان، و ازبکستان اعلام کرده‌بود. منابع دیگر، از جمله سرشماری ملی، حضور آذربایجانی‌ها را در سراسر اتحاد جماهیر شوروی سابق تأیید کرده‌بود.

## سازمان
کمیته عالی امور آذربایحانی‌های خارج از کشور که مسئولیت رسیدگی به امور مهاجرین آذربایجانی، حمایت و ایجاد جوامع و سازمان‌های جدید برای آذربایجانی‌های مقیم خارج تأسیس شده است. در سال ۲۰۰۴ این کمیته حدود ۴۰ جامعه آذربایجانی جدید در سراسر جهان را ایجاد کرده است.

## سکونت‌گاه آذربایجانی‌های مقیم خارج
| ردیف | کشور                | آمار دولتی                                                       | سایر آمار و برآوردها          | آذربایجانی‌ها          |
| ---- | ------------------- | ---------------------------------------------------------------- | ----------------------------- | --------------------- |
| ۱    | روسیه               | ۶۰۳٬۰۷۰ (آمار دولتی ۲۰۱۰)                                        | ۱٬۵۰۰٬۰۰۰ تا ۳٬۰۰۰٬۰۰۰        | آذربایجانی‌های روسیه   |
| ۲    | ترکیه               |                                                                  | ۸۰۰٬۰۰۰                       | آذری‌های ترکیه         |
| ۳    | گرجستان             | ۲۸۴٬۷۶۱ (آمار دولتی ۲۰۰۲)                                        | ۳۶۰٬۰۰۰ (برآورد اتنولوگ ۲۰۰۷) | آذربایجانی‌های گرجستان |
| ۴    | قزاقستان            | ۸۵٬۲۹۲ (آمار دولتی ۲۰۰۹)                                         | ۱۵۰٬۰۰۰                       | آذری‌های قزاقستان      |
| ۵    | آلمان               | ۱۵٬۲۱۹ (آمار دولتی ۲۰۰۶)                                         | ۲۰۰٬۰۰۰                       | آذری‌های آلمان         |
| ۶    | اوکراین             | ۴۵٬۱۷۶ (آمار دولتی ۲۰۰۱)                                         |                               | آذری‌های اوکراین       |
| ۷    | هلند                |                                                                  | ۷٬۰۰۰ — ۱۸٬۰۰۰ (برآورد ۲۰۰۹)  |                       |
| ۸    | قرقیزستان           | ۱۷٬۲۶۷(آمار دولتی ۲۰۰۹)                                          |                               | آذری‌های قرقیزستان     |
| ۹    | بریتانیا            |                                                                  | ۱۵٬۰۰۰ (برآورد ۲۰۰۹)          | آذری‌های بریتانیا      |
| ۱۰   | ایالات متحده آمریکا | ۱۴٬۲۰۵ آذربایجانی (آمار دولتی ۲۰۰۰) - ۴۰٬۴۰۰ ایرانیان آذربایجانی | ۴۰۰٬۰۰۰                       | آذری‌های آمریکا        |
| ۱۱   | کانادا              | ۴٬۵۸۰ (آمار دولتی ۲۰۱۱)                                          | ۸۰٬۰۰۰                        | آذری‌های کانادا        |
| ۱۲   | فرانسه              |                                                                  | ۱٬۱۱۲ (پناهجویان), ۷۰٬۰۰۰     | آذری‌های فرانسه        |
| ۱۳   | ازبکستان            | ۴۴٬۴۱۰ (آمار دولتی ۱۹۸۹)                                         |                               | آذری‌های ازبکستان      |
| ۱۴   | ترکمنستان           | ۳۳٬۳۶۵ (آمار دولتی ۱۹۸۹)                                         |                               | آذری‌های ترکمنستان     |
| ۱۵   | بلاروس              | ۵٬۵۶۷ (آمار دولتی ۲۰۰۹)                                          |                               |                       |
| ۱۶   | لتونی               | ۱٬۶۹۷ (آمار دولتی ۲۰۰۱)                                          |                               |                       |
| ۱۷   | استونی              | ۸۸۰ (آمار دولتی ۲۰۰۰)                                            |                               |                       |
| ۱۸   | لیتوانی             | ۷۸۸                                                              |                               |                       |
| ۱۹   | تاجیکستان           | ۸۰۰ (آمار دولتی ۲۰۰۰)                                            |                               |                       |
| ۲۰   | استرالیا            | ۳۰۰                                                              |                               |                       |
| ۲۱   | اتریش               | ۱ 000.                                                           |                               |                       |
| ۲۲   | دانمارک             | ۲۳۱                                                              |                               |                       |
| ۲۳   | لیتوانی             | ۷۸۸                                                              |                               |                       |
| ۲۴   | ارمنستان            | ?؟                                                               |                               | آذری‌های ارمنستان      |